# Century City
Century City är en stadsdel i västra Los Angeles, Kalifornien. Området har stora, relativt nybyggda (1963 och senare) kontors- och affärskomplex. Den stora och välbesökta affärsgallerian Century City Shopping Center ligger här, vid Santa Monica Boulevard.
Century City omges av Beverly Hills i öster, Westwood i norr och West Los Angeles i väster.